# Сражение под Василёвом
Сражение под Василёвом — сражение в 996 году между войсками Древнерусского государства и печенегами на Преображение Господне (6 августа). Единственная известная победа печенегов над Владимиром и одна из двух известных побед печенегов над русскими.
Известий о том, что печенеги предприняли вторжение в отсутствие киевского князя в столице, летопись не содержит. Вместе с тем Владимир встретил печенегов уже на правой, киевской стороне Днепра всего в 30 км южнее Киева.
Подробности сражения до нас не дошли, но известно о том, что после неудачи на поле боя Владимир спасся от печенегов под мостом. В летописи не указывается, какой мост имеется в виду: мост через Стугну, на северном берегу которого стоит Василёв, либо мост через городской ров. Кроме того, предлог под может означать не только ниже, но и в непосредственной близости Таким образом, сражение могло произойти на южном берегу реки, как и неудачная битва с половцами в 1093 году, и русское войско могло отступить за водную преграду, либо на северном берегу непосредственно у стен города, в этом случае русское войско укрылось в городе.
После ухода печенегов Владимир поставил в Василёве церковь во имя святого Преображения.